# Federación de Funcionarios de OSE
Fundada en 1946, la Federación de Funcionarios de OSE (abreviado como FFOSE) es el sindicato que nuclea a los trabajadores de la Administración de Obras Sanitarias del Estado de Uruguay (OSE). Es parte de la mesa representativa del PIT-CNT. Cuenta con unos 3 000 integrantes de todo el país. Tiene su sede en la calle Fernández Crespo 2249, ciudad de Montevideo.

## Historia
A partir de 1984, la organización publica un boletín, "Caudal", donde se establecen y comunican las principales líneas del sindicato. Algunas ediciones especiales del mismo incluyen un número sobre la "Amnistía", en el cual se convoca a una gran "Marcha por la Aministía" para el 26 de julio, así como se hace eco del a huelga de hambre llevada adelante por Adolfo Wasem Alaniz como forma de exigir la liberación de presos políticos y el retorno de los exiliados de la dictadura uruguaya. El boletín fue editado de forma mensual durante su primer año y de forma intermitente luego.

## Estructura
En 2020 contaba con aproximadamente 3000 personas afiliadas. Su actual presidente es Gustavo Ricci y Carlos Sosa su delegado ante el PIT-CNT.

## Funcionamiento
En el capítulo 2 de su estatuto del año 1972, define sus autoridades de la siguiente manera:
- La Asamblea General de Afiliados
- El Congreso Nacional de Delegados
- El Comité Ejecutivo o Mesa Ejecutiva
- Las Directivas Generales de cada filial
- Los Comités de Base
- La Comisión Fiscal
- La Comisión Electoral